# Leichtathletik-Weltmeisterschaften 2009/Teilnehmer (Uganda)
| Gelbes Symbol für Goldmedaillen mit stilisierten Olympischen Ringen | Graues Symbol für Silbermedaillen mit stilisierten Olympischen Ringen | Braundes Symbol für Bronzemedaillen mit stilisierten Olympischen Ringen |
| ------------------------------------------------------------------- | --------------------------------------------------------------------- | ----------------------------------------------------------------------- |
| —                                                                   | —                                                                     | —                                                                       |

Der Leichtathletik-Verband Ugandas stellte elf Athleten bei den Leichtathletik-Weltmeisterschaften 2009 in Berlin.

## Ergebnisse

### Männer

#### Laufdisziplinen
| Athlet                    | Disziplin        | Vorlauf         | Vorlauf | Halbfinale         | Halbfinale         | Finale             | Finale             |
| Athlet                    | Disziplin        | Zeit            | Platz   | Zeit               | Platz              | Zeit               | Platz              |
| ------------------------- | ---------------- | --------------- | ------- | ------------------ | ------------------ | ------------------ | ------------------ |
| Abraham Chepkirwok        | 800 m            | 1:48,57 min     | 40      | nicht qualifiziert | nicht qualifiziert | nicht qualifiziert | nicht qualifiziert |
| Moses Kibet               | 5000 m           | 13:52,38 min    | 29      |                    |                    | nicht qualifiziert | nicht qualifiziert |
| Moses Ndiema Kipsiro      | 5000 m           | 13:22,98 min SB | 9       |                    |                    | nicht qualifiziert | nicht qualifiziert |
| Geofrey Kusuro            | 5000 m           | 13:28,48 min SB | 19      |                    |                    | nicht qualifiziert | nicht qualifiziert |
| Martin Toroitich          | 10.000 m         |                 |         |                    |                    | 28:49,49 min SB    | 22                 |
| Daniel Kipkorir Chepyegon | Marathon         |                 |         |                    |                    | 2:17:47 h SB       | 31                 |
| Nicholas Kiprono          | Marathon         |                 |         |                    |                    | DNF                | DNF                |
| Amos Masai                | Marathon         |                 |         |                    |                    | DNF                | DNF                |
| Simon Ayeko               | 3000 m Hindernis | 8:37,86 min     | 25      |                    |                    | nicht qualifiziert | nicht qualifiziert |
| Benjamin Kiplagat         | 3000 m Hindernis | 8:18,55 min     | 8       |                    |                    | 8:17,82 min        | 11                 |

### Frauen

#### Laufdisziplinen
| Athletin   | Disziplin | Vorlauf | Vorlauf | Halbfinale | Halbfinale | Finale    | Finale |
| Athletin   | Disziplin | Zeit    | Platz   | Zeit       | Platz      | Zeit      | Platz  |
| ---------- | --------- | ------- | ------- | ---------- | ---------- | --------- | ------ |
| Jane Suuto | Marathon  |         |         |            |            | 2:52:44 h | 57     |